# Бжозово-Домбрувка
Бжозово-Домбрувка (пол. Brzozowo-Dąbrówka) — село в Польщі, у гміні Дзежґово Млавського повіту Мазовецького воєводства.
Населення — 55 осіб (2011).
У 1975-1998 роках село належало до Цехановського воєводства.

## Демографія
Демографічна структура станом на 31 березня 2011 року:
|          | Загалом | Допрацездатний вік | Працездатний вік | Постпрацездатний вік |
| -------- | ------- | ------------------ | ---------------- | -------------------- |
| Чоловіки | 32      | 7                  | 17               | 8                    |
| Жінки    | 23      | 3                  | 12               | 8                    |
| Разом    | 55      | 10                 | 29               | 16                   |